# Heishansaurus pachycephalus
Heishansaurus pachycephalus es la única especie conocida del género dudoso  Heishansaurus  ("lagarto de Heishan") de dinosaurio tireofóro anquilosáurido que vivió a finales del período Cretácico, hace aproximadamente 83 millones de años en el Campaniense. En 1930, el paleontólogo sueco Anders Birger Bohlin descubrió fósiles de dinosaurios, en el contexto de las expediciones sueco-chinas encabezadas por Sven Hedin, cerca de Jiayuguan, "Chia-Yu-Kuan", al oeste de la provincia de Gansu, China. En 1953, Bohlin nombró a estos como la especie tipo Heishansaurus pachycephalus. El nombre genérico se refiere al Heishan, las "Montañas Negras". El nombre específico pachycephalus , que significa "cabeza gruesa", se inspiró en la identificación de Bohlin del taxón como un paquicefalosáurido. Hoy en día este dinosaurio es más probablemente considerado un anquilosáurido. Los fósiles, de la formación Minhe que datan del Cretácico tardío en la etapa Campaniense o Maastrichtiense, eran fragmentarios. El tipo es el único espécimen conocido. El material consistía en fragmentos craneales y postcraneales mal conservados, además de algunos escudos dérmicos. Contenía fragmentos de cráneo que incluían un maxilar , dientes, vértebras del cuello, la espalda y la cola, osteodermos y púas. Hoy, el espécimen está perdido. De una vértebra dorsal queda un yeso, conservado en el Museo Americano de Historia Natural con el número de inventario AMNH 2062.
Bohlin consideraba que la especie era un miembro de los paquicefalosauriano porque confundió un osteodermo con el grueso techo de cráneo típico de este grupo. El material es probablemente anquilosáurido. Se ha considerado como un sinónimo más moderno de Pinacosaurus, pero el género es generalmente considerado un dudoso, especialmente porque la descripción de Bohlin solo puede verificarse en comparación con sus dibujos publicados.